# Susanlıq
Susanlıq (armeniska: Mokhrenes, Մոխրենես) är en ort i Azerbajdzjan.   Den ligger i distriktet Xocavənd Rayonu, i den södra delen av landet, 270 km väster om huvudstaden Baku. Susanlıq ligger 1 026 meter över havet och antalet invånare är 212.
Terrängen runt Susanlıq är huvudsakligen kuperad, men västerut är den bergig. Närmaste större samhälle är Fizuli, 18,6 km öster om Susanlıq. 
I omgivningarna runt Susanlıq växer i huvudsak blandskog. Runt Susanlıq är det ganska glesbefolkat, med 24 invånare per kvadratkilometer.